# Chiesa della Circoncisione di Gesù (Caltagirone)
La Chiesa della Circoncisione, localmente intesa genericamente con il nome di Chiesa del Gesù, insieme al Collegio dei Gesuiti costituisce uno dei principali aggregati monumentali ubicati in via degli Studi, nel centro storico di Caltagirone.

## Storia

### Epoca spagnola
Il 18 di settembre del 1569 il Viceré di Sicilia Francesco Ferdinando d'Avalos, principe di Francavilla, suggerisce al Consiglio Comunale di Caltagirone, la fondazione di un Collegio dei Gesuiti facendo presente i vantaggi che avrebbe ottenuto la popolazione "...così in fatto di religione come in fatto di istruzione".
Nel 1571 ha avvio la costruzione, nel 1574 dirige i lavori l'architetto messinese Andrea Calamech, tra il 1589 e il 1592 si registra l'intervento di Antonuzzo Gagini. Nel 1593 è documentata l'apertura al culto celebrata con l'iscrizione marmorea "TEMPLVM HOC QVOD AN. MDLXX SENATVS MVNIFICENTIA EREXIT ANNO MILLESIMO QVINQVAGESIMO NONAGESIMO TERTIO JESV NOMINE DICATVM EST".
Il terremoto del Val di Noto del 1693 atterra le fabbriche risparmiando il primo ordine delle costruzioni. Nel XVIII secolo segue una campagna di restauri, lavori conclusi con la consacrazione avvenuta il 21 dicembre del 1733, rito presieduto da monsignor Matteo Trigona, vescovo di Siracusa.

### Epoca borbonica
Nel 1767 con la Soppressione della Compagnia di Gesù, i religiosi Gesuiti sono costretti ad abbandonare la città. Le religiose teresiane subentrate nella gestione delle strutture hanno introdotto ed incentivato il culto di Santa Teresa d'Avila.
Le religiose provenienti dall'antico palazzo di monsignore Bonaventura Secusio abitarono la sede gesuitica fino al 14 gennaio 1876, anno in cui furono trasferite nel monastero del Santissimo Salvatore.
Il 28 ottobre del 1876 fu attuato il progetto di restauro e riduzione dell'ex collegio - monastero per adattarlo a locali per istituto di Pubblica Istruzione. I lavori si protrassero fino al 1886.

### Epoca contemporanea
Il terremoto di Messina del 1908 ha causato ulteriori distruzioni, il sindaco Luigi Sturzo suggerisce al Rettore di chiudere la chiesa, essa sarà riaperta al culto nel 1910. Nel 1921 la chiesa versava in uno stato di degrado avanzato, per la pubblica sicurezza si decise di togliere le statue che decoravano il prospetto, fu demolito l'antico campanile.
I bombardamenti aerei del secondo conflitto mondiale hanno arrecato danni nei prospetti, in particolar modo all'apparato decorativo della facciata. Il pomeriggio del 9 luglio 1943 delle fortezze volanti americane, nel tentativo di ostacolare l'avanzata della divisione tedesca, sorvolarono Caltagirone sganciando su di essa centinaia di bombe. Fu colpita la piazzetta antistante il prospetto e alcuni palazzi adiacenti, con lo spostamento d'aria il portone principale fu scardinato, il tetto dissestato e frantumati tutti i vetri.
Nel 1955 ha inizio un ciclo di restauri, completato nel 1959. L'inaugurazione della chiesa avvenne nel 1960, mentre nel 1980 il convento fu oggetto di restauri e consolidamento strutturale ad opera di Salvatore Boscarino.
- 2018, restauri portone e tela "Arbor ordinis" dei Gesuiti.

## Esterno
Il prospetto è rivolto a sud - ovest, abside rivolta a nord - est. Il campanile è stato ricostruito a nord, estremità lato sinistro. Il tetto a falde presenta nel suo intradosso un soffitto a cassettoni di recente realizzazione.
La facciata è ripartita in due ordini, quello inferiore è il più antico. Il prospetto presenta nella partizione centrale un portale sormontato da finestrone con timpano ad arco. il telaio verticale del prospetto è costituito da una serie di tre lesene per lato al piano terra, che diventano due nel livello superiore. Fra coppie di lesene in nicchie sovrapposte sono collocate le statute di otto santi appartenenti alla Compagnia di Gesù. In basso a destra accanto al portale il cartiglio indica  San Francesco Saverio. Degli altri sette, seguendo l'esposizione presente sulla facciata di Casa Professa, è verosimile identificare San Francesco Regis, San Giacomo Kisai, San Giovanni Soan di Gotò, Sant'Ignazio di Loyola, San Francesco Borgia, San Paolo Miki, San Francesco de Geronimo o San Stanislao Kostka.
Due cornicioni - marcapiano separano i due ordini, due volute a ricciolo raccordano esternamente il secondo ordine al primo. Sulle mensole ricavate su ciascuna di esse, sono collocate rispettivamente le statue raffiguranti San Pietro e San Paolo. All'interno delle nicchie le sculture raffiguranti la Vergine Maria a sinistra, e San Giuseppe a destra.
Il portale presenta colonne binate con capitelli corinzi collocate su alti plinti. Il fusto inferiore presenta degli arabeschi, quello superiore è scanalato per i due terzi. L'architrave presenta dadi aggettanti sormontati da volute in rilievo, delimitate da vasotti fiammati e grande stemma intermedio sorretto da putti. La prospettiva si chiude con un frontone contraddistinto da lunetta centrale, delimitato da vasi fiammati e sormontato da croce apicale in ferro battuto.
Controfacciata: nel 1623 fu realizzata la cantoria lignea posta sopra l'ingresso principale, le due tribunette laterali ed il pulpito.

## Interno
Impianto a croce latina a navata unica con ampie cappelle laterali. Breve transetto piuttosto ampio, elementi lapidei intagliati da Antonuzzo Gagini.

### Navata destra
- Prima campata: Cappella di San Michele Arcangelo. Sulla sopraelevazione è custodito il dipinto raffigurante San Michele Arcangelo, opera attribuita a Filippo Paladini.
- Seconda campata: Cappella delle Reliquie. Primitivo varco per il convento oggi tamponato e sormontato da tribunetta. Olio su tela raffiguranti San Luigi Gonzaga e a destra San Stanislao.
- Terza campata: Altare di Santa Maria Maggiore. Sulla sopraelevazione costituita da lesene scanalate sormontate da timpano a triangolo spezzato, delimitata da marmi mischi ed intarsi, è custodito il dipinto raffigurante Santa Maria Maggiore, opera di ignoto. Il quadro è stato donato dal Generale dell'ordine dei Gesuiti San Francesco Borgia in segno di gratitudine al Senato Calatino. L'ambiente è altrimenti definito Cappella delle reliquie, infatti in dipinto mariano è incastonato in un apparato scenografico in legno ad intagli ed intarsi con dorature, contenente diciassette piccole urne con molte reliquie di santi. 
  - Pulpito. Sulle cinque sfaccettature del pergamo sono raffigurati i simboli della Passione del Signore, sul capolino in legno è posta una statuetta di San Giacomo Apostolo.
- Quarta campata: Cappella della Natività. Ambiente patrocinato dalla famiglia patrizia dei Baroni del Cutumino. Sulla sopraelevazione costituita da colonne ioniche con capitelli corinzi, timpano con volute a ricciolo e stemma coronato intermedio tra vasotti, è custodito il dipinto raffigurante la Natività, opera attribuita a Polidoro Caldara da Caravaggio. Annunciazione, affresco lunetta di Antonio Catalano il Vecchio.[2]
- Quinta campata: Cappella di San Francesco Saverio. Ambiente delimitato da balaustra, patrocinato dalla famiglia patrizia dei Modica. Sulla sopraelevazione con colonne e timpano con volute in marmi policromi e grande stemma intermedio, è custodito il dipinto raffigurante San Francesco Saverio, opera attribuita a Antonino Alberti detto il Barbalonga.

### Navata sinistra
- Prima campata.
- Seconda campata: varco laterale sinistro. Tribunetta.
- Terza campata: Altare della Madonna del Rosario. Sulla sopraelevazione timpano triangolare ed edicola intermedia, intarsi marmorei, delimitata da lesene scanalate, è custodito il dipinto raffigurante la Madonna del Rosario, opera di Mario Albertella del 1937.
- Quarta campata: Altare della Pietà. Sulla sopraelevazione in marmi mischi delimitata da balaustra, con doppio timpano ed edicola centrale, è custodito il dipinto raffigurante la Pietà ritratta con l'apostolo Giacomo il Maggiore, opera di Filippo Paladini del 1607. Benefattore e finanziatore dell'opera don Michele Gravina, barone di Ganzaria.
- Quinta campata: Cappella di San'Ignazio di Loyola. Ambiente patrocinato dalla famiglia patrizia gravina di Comitini, due lapidi sepolcrali di altrettanti esponenti sono presenti sul pavimento. Sulla sopraelevazione delimitata da terne di colonne tortili, realizzata in tarsie marmoree policrome, è collocato il dipinto raffigurante Sant'Ignazio di Loyola. Sui dadi aggettanti del timpano figure angeliche fanno ala ad uno stemma coronato intermedio sorretto da putti, recante l'iscrizione "A.D. MDC".

### Presbiterio
Il pavimento è rialzato di un gradino rispetto all'aula. L'altare è delimitato da balaustra marmorea. Macchina lignea indorata con tela raffigurante la Circoncisione di Gesù collocata sotto arcata con architettura prospettica realizzata con serie di lesene scanalate.

## Opere
- XVI secolo, Crocifisso ligneo attribuito a Calogero Cusumano.

## Organo
Organo Tamburini di Crema romantico, il cui restauro è affidato alla ditta Arte Organaria di A. & A. Bovelacci srl. 
L’organo Tamburini restaurato è stato inaugurato il 22 aprile 2023, con una Lectio magistralis del maestro monsignor Giuseppe Liberto, direttore emerito della Cappella musicale pontificia Sistina, sul tema: “L’organo, strumento cultuale e culturale”) e il concerto del maestro Gianluca Libertucci, organista nella Basilica di San Pietro in Vaticano (Vicariato) e delle udienze generali del Papa.
Una targa in ceramica, realizzata dalla bottega artigiana di Giacomo Cusumano,  è stata posta all’interno della Chiesa a memoria dell’evento.
A.M.D.G
IN HOC SACRO TEMPLO
SANCTISSIMO JESU NOMINI DICATO
HOC ORGANUM MUSICUM GRAVITER LAESU
MIRA ARTE ALEXANDER BOVELACCI
MAGISTER ORGANI IMMATURE EXINCTUS RESTAURAVIT
FAVENTE MAGNA CUM CURA
ANTONIO PARISI RECTORE
CALOGERO PERI ANTISTITE BENEDICENTE
FRANCISCO SUMMO PONTIFICE
_____________________________________________________
NUNC MYSTICOS RURSUS EFFUNDIT CONCENTUS

## Collegio dei Gesuiti
Il 17 marzo 1622, sotto il regno di Filippo IV di Spagna, il Collegio Gesuitico ottiene dal Viceré di Sicilia Emanuele Filiberto di Savoia il riconoscimento di sede universitaria.
L'intero aggregato delimita due aree topografiche calatine, raccorda e fa da cerniera a due ambienti cittadini: nel livello più alto sono comprese le due piazze Umberto I° e Municipio, intese come il "Piano dei Nobili", sedi del Palazzo di Città, della Corte Capitaniale o Corti di Giustizia, e della cattedrale di San Giuliano. Ad est, su un livello più basso si trova la piazza Innocenzo Marcinnò, altrimenti conosciuta come "Sutta 'u Chiano", antica e popolare piazza del mercato delle erbe e delle spezie.
I fabbricati del collegio insistono sulla navata destra, con due cortili porticati adiacenti sul lato di sud - est e prospetto affacciato su via degli Studi.